# Parc provincial du Lac-Little-Limestone
Le parc provincial du Lac-Little-Limestone (anglais : Little Limestone Lake Provincial Park) est un parc provincial du Manitoba (Canada) situé à 450 km au nord de Winnipeg et à 65 km de Grand Rapids. Ce territoire de 48,1 km2 a pour mission de protéger le lac Little Limestone, qui est situé dans un karst comprenant entre autres des dolines, des grottes et autres formations caractéristiques.
Les eaux du lac Little Limestone, riches en calcite, en font le plus grand lac marneux au monde. La chaleur estivale a pour effet de précipiter la calcite donnant au lac une couleur allant du turquoise au bleu laiteux.